# Gravedona ed Uniti
Gravedona ed Uniti es un municipio de la provincia de Como en la región de Lombardia, Italia.
Formada por la unión de los ex municipios de Gravedona, Consiglio di Rumo y Germasino, incluidos en el municipio el 16 de mayo de 2011. El 11 de febrero de 2011, cuenta con 4.233 habitantes.